# سوپرمارین اس.۶بی
سوپرمارین اس. ۶بی (به انگلیسی: Supermarine_S.6B) یک هواگرد ملخ‌پیشین تک‌موتوره از نوع هواگرد آزمایشی، دریایی سرعتی ساخت شرکت Supermarine است. هواگرد سوپرمارین اس. ۶بی نخستین پروازش را در ۱۹۳۱ میلادی انجام داد. این هواگرد در سال ۱۹۳۱ میلادی رسماً معرفی گردید. در مجموع، تعداد ۲ فروند از این هواگرد ساخته شده‌است.
طراح این هواگرد، R.J. Mitchell بود.